# عقرب سوطي ذنبي
عقرب سوطي ذنبي (الاسم العلمي: Thelyphonus caudatus) هو نوع من العنكبوتيات يتبع جنس العقرب السوطي من الفصيلة العقارب السوطية.